# Web didáctica

Logotipo de la web didáctica.

Web didáctica se refiere al conjunto de aplicaciones y desarrollos sociales de la inteligencia colectiva que coexisten en la Web (World Wide Web) y que tienen un carácter o intención educativa. Estos desarrollos pueden ser tanto de software como hardware o firmware.
Visto de otra forma, es el proceso de comunicación impersonal, perteneciente al ámbito de no formal y colectivo en el que el profesional (regularmente un educador o capacitador) usa la Web, en su calidad de medio de comunicación, con la finalidad de seducir, persuadir o convencer a una audiencia . o influir en ella - en relación con el consumo de un contenido diseñado y estructurado en torno de un objeto, que puede ser concreto, abstracto o imponderable.